# Harry Fry
Harry Fry   (Dundas, 13 de setembre de 1905 - Dundas, 1985) va ser un remer canadenc que va competir durant la dècada de 1930.
El 1932 va prendre part en els Jocs Olímpics de Los Angeles, on guanyà la medalla de bronze en la competició del vuit amb timoner del programa de rem. Quatre anys més tard, als Jocs de Berlín, quedà eliminat en sèries en la mateixa prova.
En el seu palmarès també destaca una medalla de bronze en la prova vuit amb timoner als Jocs de l'Imperi Britànic de 1930.